# الحصن (إربد)

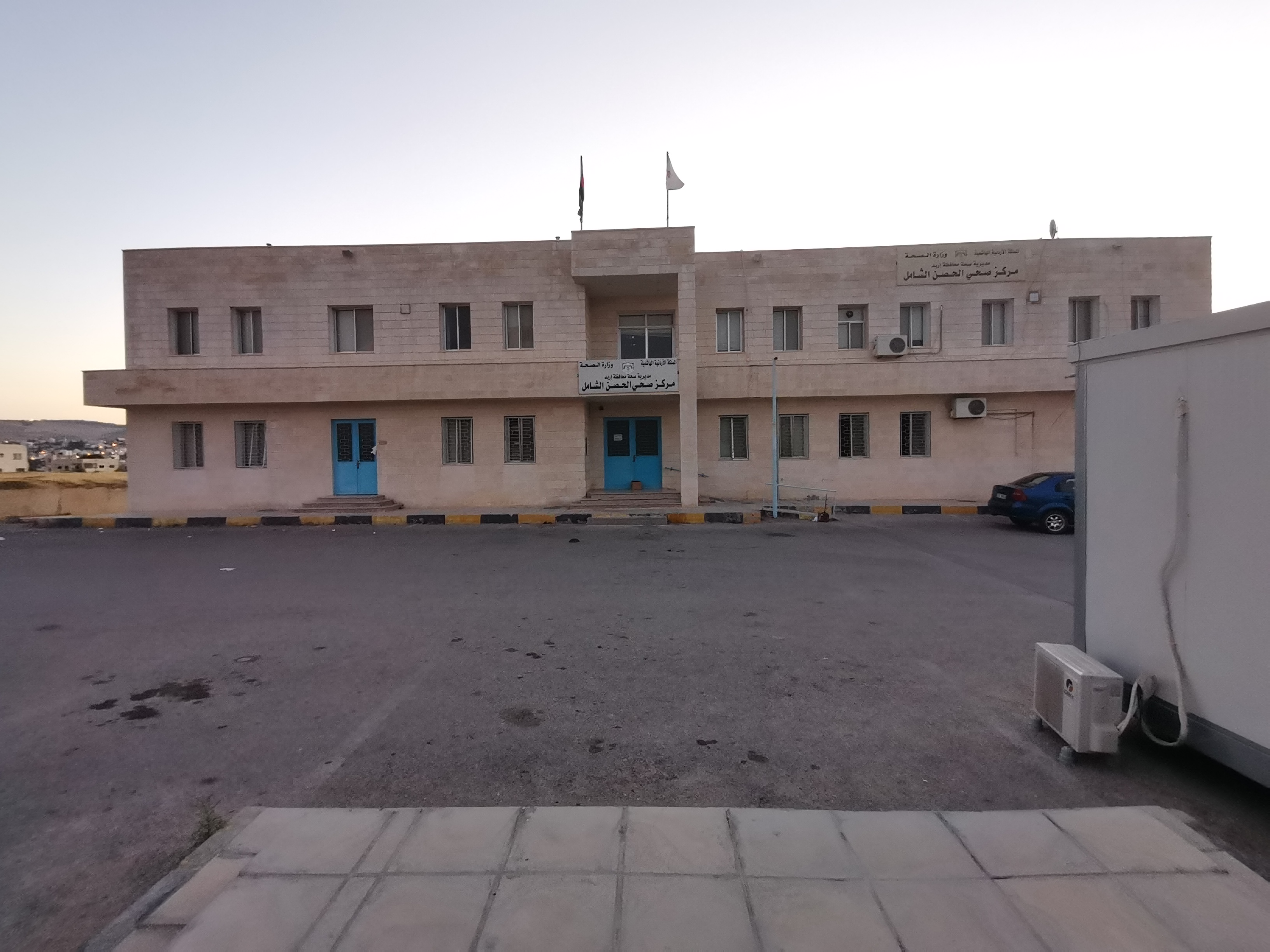
مركز صحي الحصن

الحصن أو «هيبوس» هي بلدة أردنية تابعة لمحافظة إربد، والحصن كذلك هي مركز لواء بني عبيد. تقع المدينة إلى الجنوب الشرقي من مدينة إربد، وتمتد حتى أراضي النعيمة على طريق العاصمة عمّان، بها عشائر مسلمة وأخرى مسيحية، تولى عدد كبير من سكانها مناصب وزارية وحكومية عليا، ويقع بطرفها مخيم الشهيد عزمي المفتي أو مخيم الحصن للاجئين الفلسطينيين.

## تاريخ الحصن

تل الحصن الأثري

تعتبر الحصن تاريخيا من المدن العريقة والقديمة جدا، وتشير بعض المصادر إلى أنها شهدت حضارة وازدهار في عدة عصور تركت اثارها بها حيث تتمركز معظم هذه الآثار من كنائس ومعابد وبيوت وإنفاق في باطن تل الحصن وجواره، وهو تل صناعي تكون بواسطة تراكم الاتربة على مبانيه التي اختفت تحتها وذلك عبر العصور المختلفة التي مرت عليه، ويقع التل في الجهة الشمالية من مدينة الحصن الحالية.
اما الآثار الموجودة في الحصن، فتعود إلى عدة عصور وحقب تاريخية بقيت حاضرة فيها يعتقد بانها العصور التالية: العصر البرونزي 3500-1200 ق.م والعصر النحاسي 4500-3500ق.م، العصر الحديدي 1200-333 ق.م والعصر العربي النبطي 400 ق.م -106 م والعصر الروماني 64ق.م-324 م والعصر البيزنطي 324-640 م وأخيرا العصر الإسلامي 640 م -إلى الآن.
يوجد في الحصن تل اثري يعتقد انه بُني عندما كانت الحصن من المدن العشرة (حلف الديكابولس) ويستخدم حاليا كمقبرة للمسلمين.

## الحصن حقائق وأرقام

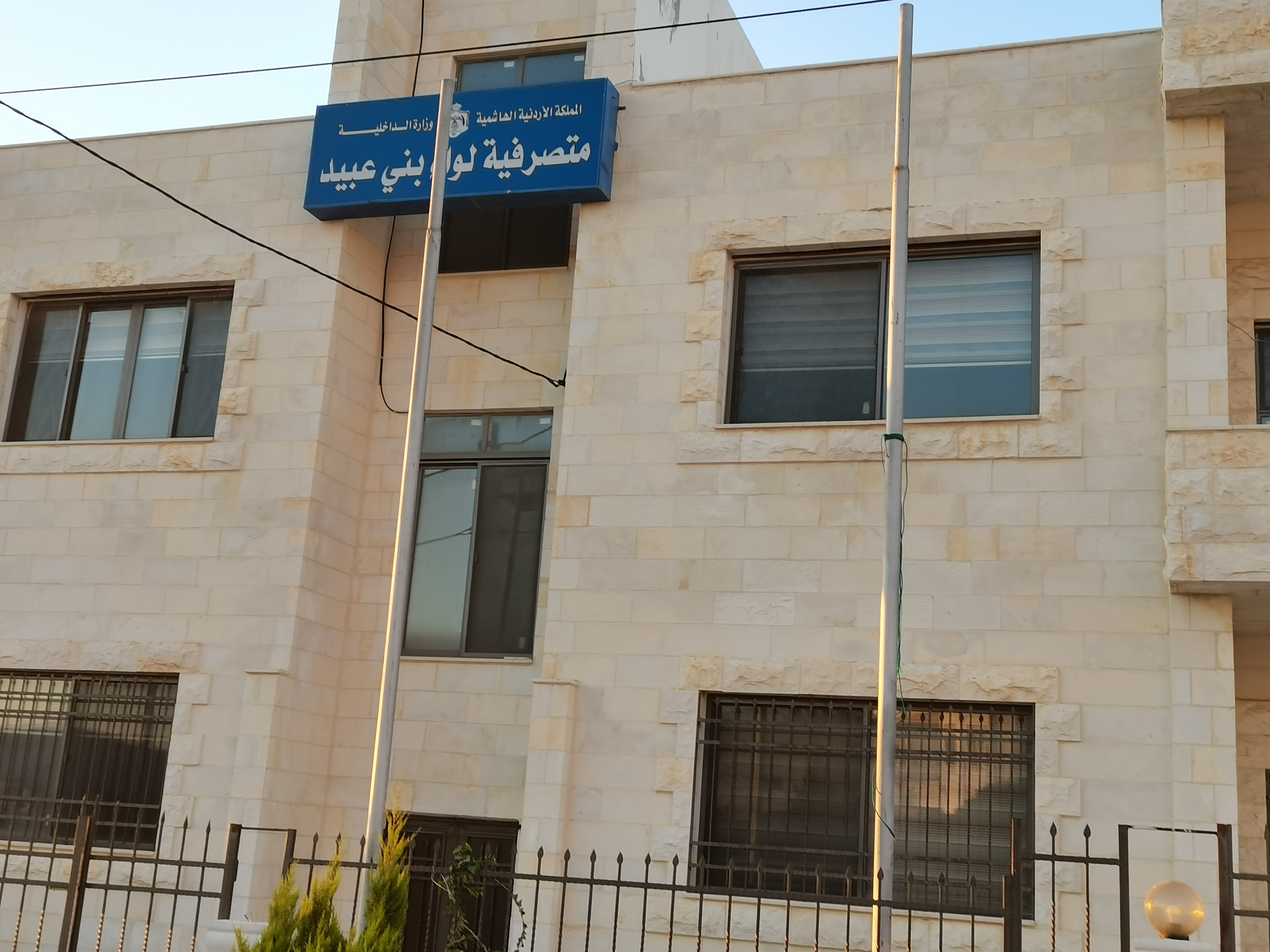

احتلت الحصن موقع متوسطا في شمال المملكة الأردنية الهاشمية جعلها قريبة جغرافيا من مراكز سياحية وتجارية هامة فهي لا تبعد باكثر من ستة كيلومترات عن مدينة إربد مركز محافظة اربد ومركز الشمال كله وهي لا تبعد عن مدينة الرمثا والحدود السورية الأردنية باكثر من عشرين كيلومترا وكذلك الأمر عن نهر الأردن وحدود فلسطين، كما لاتبعد عن مدن مثل المفرق وجرش وعجلون باكثر من أربعين كيلومتر، ولا يزيد بعدها عن عمّان العاصمة باكثر من سبعين كيلومترا، فهي بالتالي في منطقة حيوية وتتمتع بإمكاناتها البشرية الواسعة حيث هي مركز تجمع بشري واسع الثقافة والأدب وتنعمها بنور العلم والمعرفة مبكرا جدا ومنذ منتصف القرن الثامن عشر والذي اهلها لتكون المحور الأساس الذي تدور بدورته الحياة العامة والحراك الاجتماعي والسياسي في محافظة إربد.
كما تتميز الحصن علاوة على كونها المقر التاريخي لـلواء بني عبيد الذي يشمل كل من قرى النعيمة وايدون وشطنا وكتم والصريح وهي البلدة المتميزة بمقدراتها الاقتصادية الكبيرة والتي أفضل ما يبرزها لربما هو مساحة أراضيها (المساحة الكلية هي تقريبا 58 كم2) وخاصة الصالحة للزراعة الغنية والشاسعة جدا تعتبر من أكبر البلدات مساحة في محافظة إربد.

### السكان
من جهة أخرى، بلغ عدد سكان الحصن عام 2017 ما يزيد على 37000 نسمة، وهي تعتبر من أكبر التجمعات السكانية في محافظة اربد بعد مدن إربد مركز المحافظة والرمثا وإيدون وبيت رأس والصريح.

## مدارس الحصن
مدرسة الحصن الثانوية
- مدرسة مطرانية الروم الكاثوليك
- مدرسة بطريركية اللاتين
- مدرسة بطريركية الروم الأرثوذكس
- مدرسة وروضة المطران/الحصن
- مدرسة خليل السالم
- مدرسة المعتصم

- مدرسة الميسلون للبنات
- مدرسة أبو ذر الغفاري
- مدرسة اليرموك (المدرسة الإسلامية)

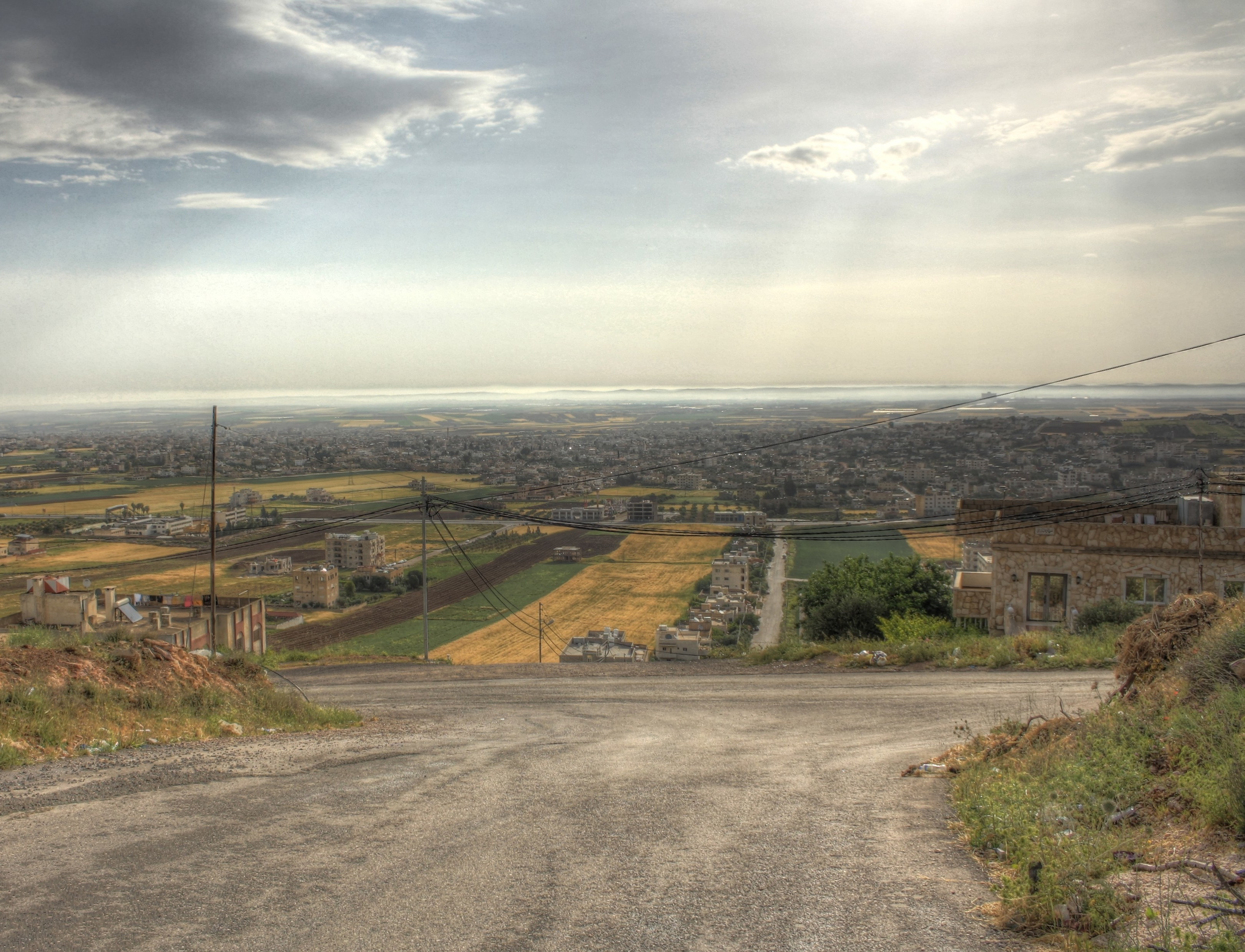
الحصن كما يظهر في اربد

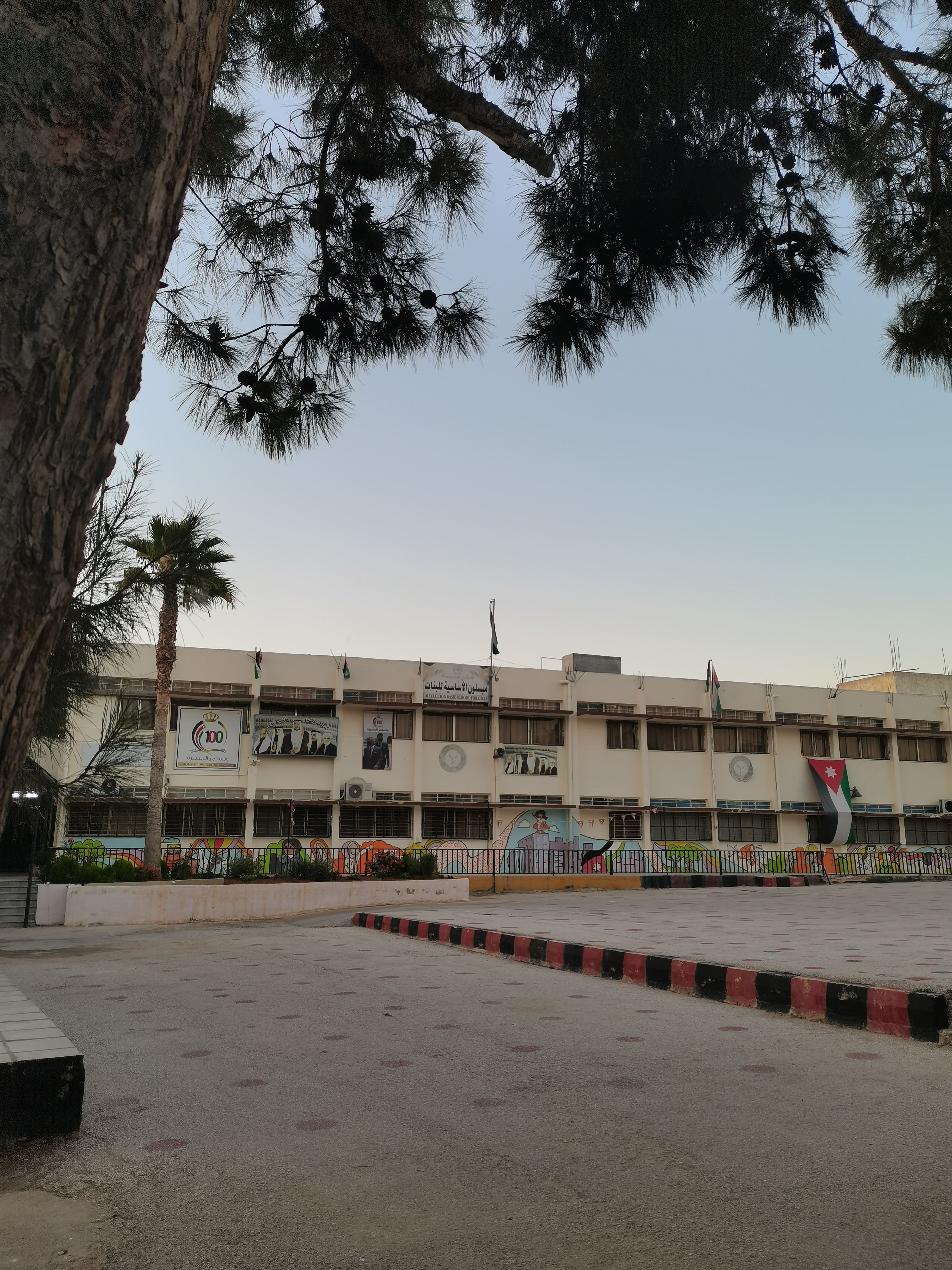
مدرسة الميسلون للبنات

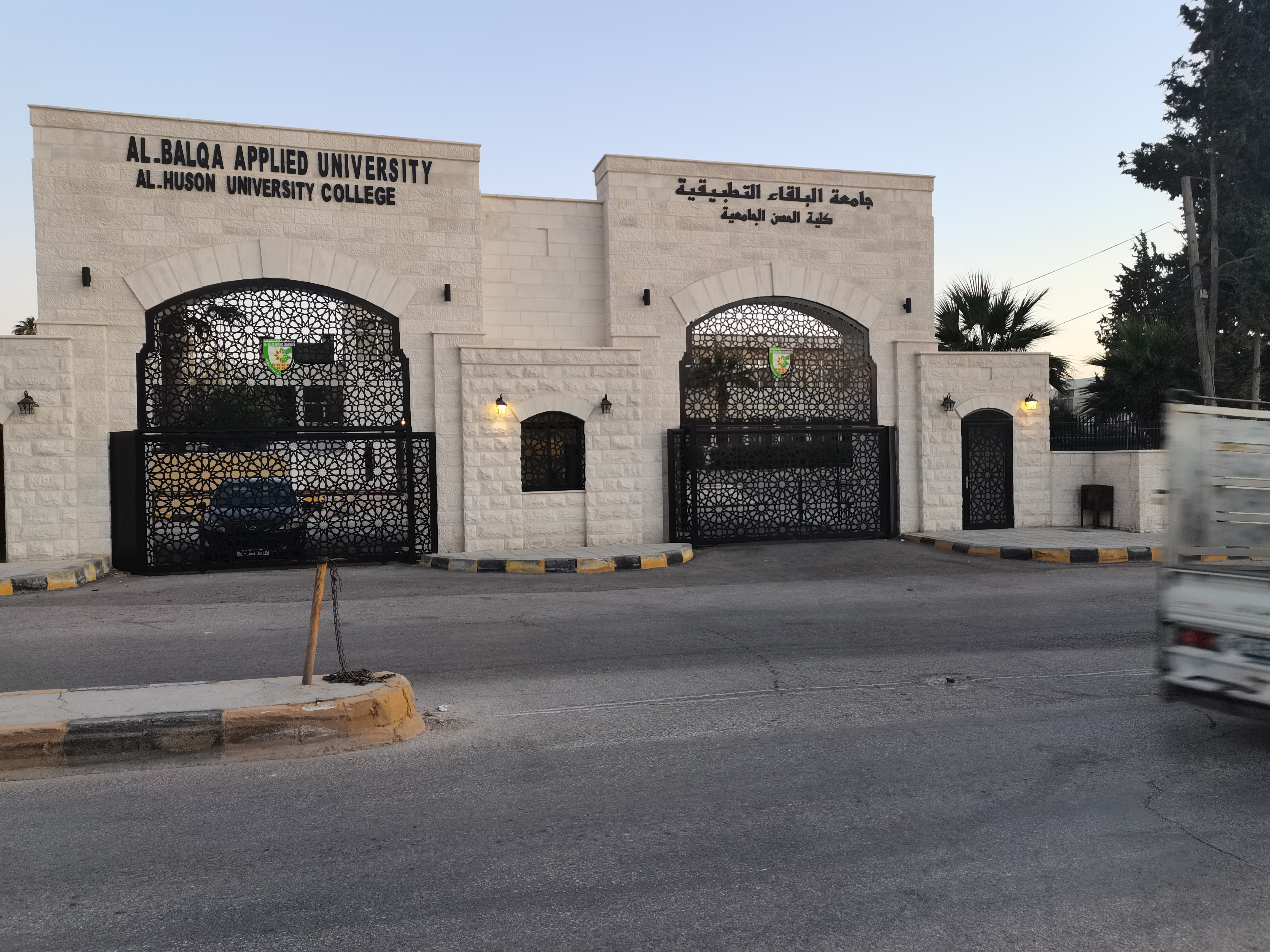
كلية الحصن الجامعية

كما يوجد في الحصن عدة مساجد من أبرزها:
- مسجد صدام حسين
- مسجد ظفار
- مسجد الوالدين
- مسجد البركة
- مسجد الصحابة
- المسجد القديم

كما تضم مدينة الحصن الكنائس التالية:
- تضم أقدم كنيسة أرثوذكسية في الأردن
- كنيسة الروم الأرثوذكس
- كنيسة اللاتين.
- كنيسة الروم الكاثوليك
- الكنيسة المعمدانية
- الكنيسة الاسقفية